# Satellite de reconnaissance
Pour les articles homonymes, voir reconnaissance.

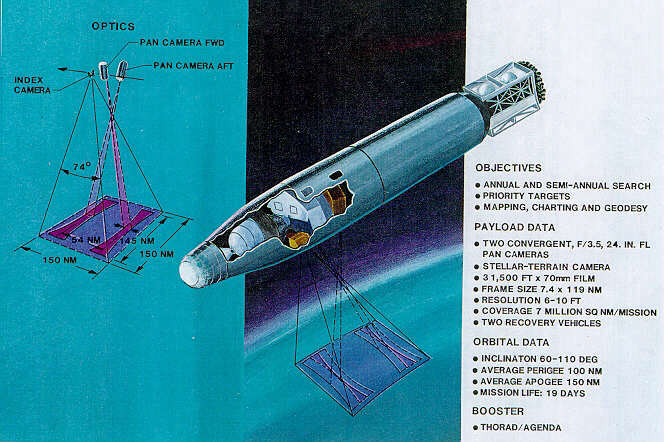
Satellite KH-4B Corona

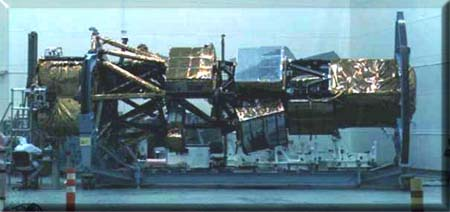
Satellite Lacros en construction.

Un satellite de reconnaissance, ou satellite espion (en langage populaire), est un satellite artificiel utilisé pour des applications militaires ou de renseignement. Les satellites de ce type collectent généralement des informations sur les installations civiles et militaires d'autres pays au moyen d'un système optique ou radar pour des observations tous temps (à travers les nuages) ou de nuit.

## Caractéristiques
Les satellites de reconnaissance permettent de cartographier un territoire et surtout d'identifier les installations militaires fixes, les armes et les unités militaires. Ces satellites circulent généralement sur une orbite basse pour obtenir la meilleure résolution. L'orbite est souvent polaire pour balayer toutes les latitudes. Pour accroitre encore la résolution certains d'entre eux emportent suffisamment d'ergols pour abaisser fortement leur orbite au-dessus de zones présentant un intérêt militaire particulier. La consommation d'ergols qu'entraînent de telles manœuvres et la nécessité de compenser la traînée subie dans une atmosphère plus dense entraîne une durée de vie parfois très brève de quelques jours pour certains modèles qui impose des renouvellements constants. Ceci explique en grande partie le nombre très élevé de satellites lancés par l'Union soviétique. Au début de l'ère spatiale les images sont enregistrées sur des films argentiques qui sont récupérées lorsqu'une capsule détachable ou le satellite revient au sol. Cette technique est rapidement abandonnée par les États-Unis pour la transmission des données par voie hertzienne après numérisation des films avant le passage à la prise d'image numérique. La Russie utilise encore en partie la technique des films argentiques. La résolution qui était d'une dizaine de mètres pour les premiers satellites descend à quelques centimètres pour les satellites les plus performants. Pour pouvoir percer la couverture nuageuse ou prendre des images de nuit certains satellites de reconnaissance emportent non pas une caméra mais un radar. Une consommation importante d'énergie et une résolution faible ont longtemps freiné l'utilisation de ce type de satellite.

## Les satellites de reconnaissance par pays
Les principales puissances spatiales disposent de satellites de reconnaissance qui constituent désormais un composant majeur des forces militaires modernes. L'Union soviétique et les États-Unis sont les premiers à avoir développé ce type d'engin dans le contexte de la guerre froide. L'Union soviétique a ainsi lancé près de 900 satellites de ce type (soit 10 % de l'ensemble des satellites artificiels placés en orbite par les nations spatiales). Le nombre des satellites américains est beaucoup plus réduit mais leur capacité et leur durée de vie a pratiquement toujours été plus élevée. Les autres nations spatiales ont progressivement développé leur propre flotte de satellite de reconnaissance soit optique soit radar soit les deux : Chine (1974), France (1995), Japon (2003), Israël (2003), Allemagne (2006), Italie (2007).

### États-Unis

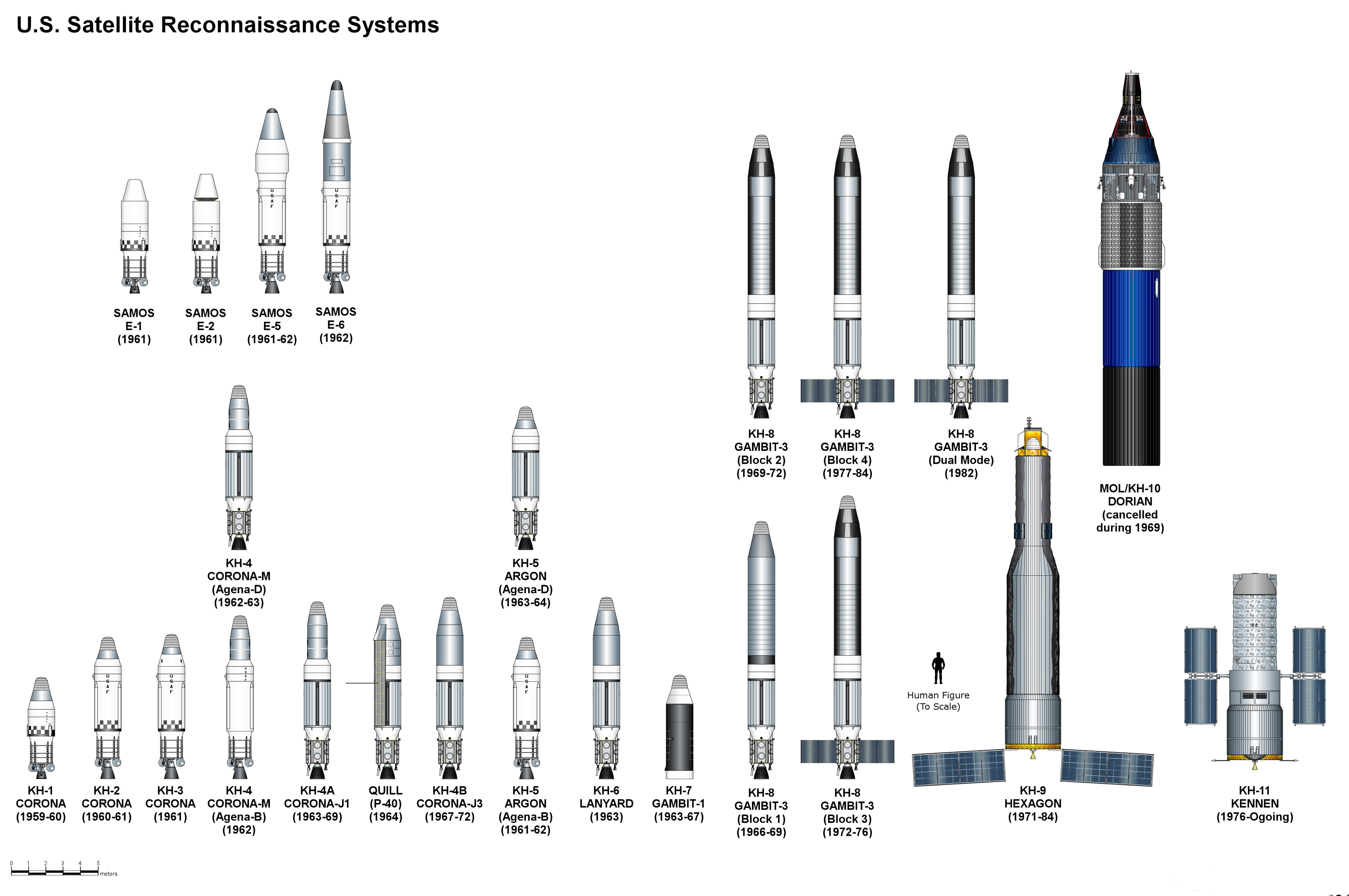
Schémas des satellites de reconnaissance américains mis en œuvre entre les années 1960 et 1990.

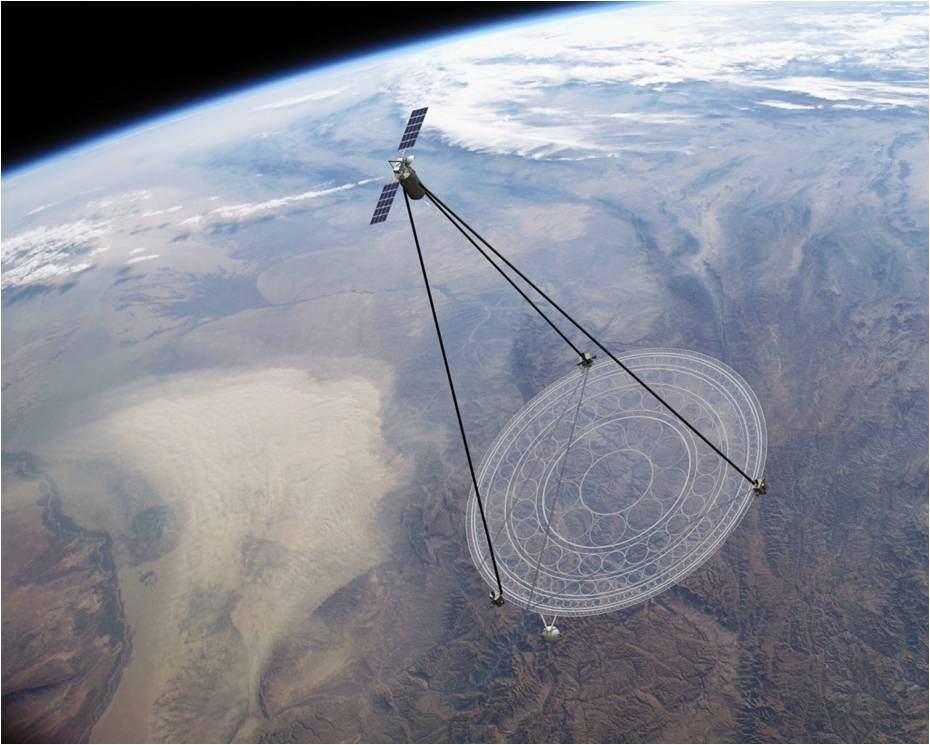
Projet de satellite de reconnaissance optique Membrane Optic Imager Real-Time Exploitation (MOIRE) lancé en 2010 par la Defense Advanced Research Projects Agency et Northrop Grumman. Il s'agit de mettre en place un système en orbite géostationnaire capable de réaliser des images vidéos à haute résolution et de les diffuser en direct (vue d'artiste).

Alors que l'ère spatiale n'a pas encore débuté, l'organisme de recherche militaire américain Rand Corporation réalise en 1954 une étude démontrant la faisabilité d'un satellite de reconnaissance qui serait équipé d'une caméra de télévision et qui transmettrait par radio les photos réalisées. Sur la base de ce rapport, l'Armée de l'Air américaine lance le programme de satellite de reconnaissance WS-17L. Les États-Unis et l'Union soviétique sont à l'époque plongés dans la guerre froide, une guerre larvée se traduisant par la participation à des conflits dans plusieurs pays tiers et une course aux armements effrénée. Chacun des deux pays développe des missiles balistiques et une flotte de bombardiers porteurs de l'arme nucléaire. Le président américain Eisenhower propose en 1955 aux dirigeants soviétiques que le niveau d'armement des deux pays soit contrôlé par des vols de reconnaissance de l'autre partie (projet Open Skies), mais cette proposition est rejetée. Les Soviétiques dévoilent l'existence du bombardier soviétique Bison, ce qui conduit certains responsables américains à penser que l'URSS dispose d'une avance significative dans le domaine de la frappe nucléaire (bomber gap). En 1956, l'avion-espion américain U-2 réalise un premier vol de reconnaissance au-dessus du territoire soviétique. Les photos prises par les vols suivants des U-2 démontrent que la flotte de bombardiers nucléaires soviétiques est plus réduite que prévu. En 1957, l'Union soviétique place en orbite le premier satellite artificiel Spoutnik 1. Sur le plan militaire, ce lancement démontre que l'URSS peut construire des missiles balistiques intercontinentaux qui pourraient détruire la défense américaine par une frappe surprise. Mais les dirigeants américains disposent d'informations contradictoires sur l'ampleur de la menace, c'est-à-dire sur le nombre de missiles que l'Union soviétique est capable de déployer. Pour mieux évaluer cette menace, le gouvernement américaine décide d'accélérer le projet de satellite de reconnaissance WS-117L. Celui-ci est réorganisé et subdivisé en trois sous-projets : un satellite de reconnaissance transmettant les photographies numérisées par radio, un satellite ayant recours à des films photographiques renvoyés au sol par des capsules et un satellite d'alerte avancée. Le deuxième projet, plus facilement réalisable à court terme est confié à la CIA. Celle-ci confie la conception du satellite à Itek Corporation et son intégration à Lockheed.
Le satellite de reconnaissance KH-1 développé par Lockheed sous la supervision de la CIA réutilise la structure d'un étage supérieur de fusée Agena dont le système de contrôle d'attitude est conservé. Il comprend une caméra panoramique Fairchild utilisant un film argentique et doté d'une focale de f.5 et d'une longueur focale de 69 centimètres. Les images effectuées ont une résolution spatiale de 12,9 mètres depuis l'orbite basse. L'énergie est fournie par des batteries. Le satellite qui pèse environ une tonne est placé en orbite par une fusée Thor tirée depuis la base de lancement de Vandenberg en Californie. Une fois la mission remplie (elle ne dure généralement que quelques jours), le film photographique est stocké dans une capsule dotée d'une rétrofusée, d'un bouclier thermique et d'un parachute. Celle-ci se détache du satellite, réduit sa vitesse, pénètre dans l'atmosphère puis une fois ralentie déploie son parachute et est récupérée en vol par un avion équipé d'un dispositif de capture. La première tentative de lancement du satellite de reconnaissance KH-1, a lieu le 21 janvier 1959. C'est un échec lié sans doute à la défaillance du lanceur. Les 11 tirs suivants sont également victimes de défaillances soit durant le lancement, soit en orbite soit durant le retour de la capsule contenant le film photographique. Finalement le 10 août 1960, une première capsule est récupérée par un avion. La résolution spatiale de 8 mètres est bien inférieure aux photos prises par les U-2 mais ce premier essai fournit à lui tout seul plus de photos que toutes les missions de l'avion de reconnaissance qui l'ont précédé. La série des KH-1 est rapidement remplacée par le KH-2 puis par le KH-3 qui reçoit le nom de code Corona. La même année, un U-2 est abattu par un missile SA-2 tiré par la défense anti-aérienne de l'Union soviétique qui capture le pilote Francis Gary Powers. Le gouvernement américain décide de suspendre définitivement les vols de reconnaissance au-dessus du territoire soviétique. En 1961, le National Reconnaissance Office est créé pour développer le programme américain de satellites de reconnaissance en fédérant les travaux des différentes armes (Terre, Air, Mer) et des agences de renseignement (CIA, NSA, DIA). Un centre d'interprétation photographique centralisé est créé pour regrouper dans une même entité tous les spécialistes de l'interprétation photographique.

#### Les satellites KH-4
En 1962, le premier exemplaire de la version KH-4 des Corona est lancée. Le développement de ce satellite de l'Armée de l'Air américaine supervisé par la NRO, a été confié à Boeing et Eastman Kodak (pour la caméra). Cette version se caractérise par l'emport de deux caméras qui permettent de réaliser des images tridimensionnelles avec une résolution spatiale de quelques mètres. Plus de 60 exemplaires de la KH4 répartis en plusieurs versions de plus en plus performantes seront lancées jusqu'en 1972.

#### Les KH-7/KH-8 Gambit
En 1967 le premier exemplaire de la famille KH-7 Gambit est placée en orbite. Avec une résolution spatiale de 60 cm il joue un rôle complémentaire par rapport au KH-4. Ce dernier est utilisé pour détecter des sites intéressants que le KH-7 est chargé de photographier en détail. Les photographies obtenues permettent d'identifier les objets au sol (navire, missile, avion) et d'avoir une première idée de leurs caractéristiques par le biais de leurs dimensions. Le satellite Gambit circule sur une orbite comprise entre 110 et 280 km et utilise un miroir de 1,2 mètre de diamètre. Le premier exemplaire de la série des KH-8 Gambit 3 est lancé en 1966. Ce satellite utilise un télescope de même diamètre que le KH-7 mais les caractéristiques de l'optique et du système de traitement de l'image lui permettent d'atteindre une résolution spatiale de 10 cm qui ne sera dépassée qu'en 1984.

#### Développement de satellites de reconnaissance radar
La NRO fait développer le satellite de reconnaissance Quill qui expérimente le recours à un radar à synthèse d'ouverture. Son antenne d'une superficie de 0,6 x 4,6 est fixée sur l'un des côtés du corps de l'étage Agena utilisé par les satellites de reconnaissance antérieurs. La résolution spatiale théorique est de 2,3 mètres. Cette technique présente l'avantage d'obtenir des images malgré la présence de couches nuageuses. Les données au cours du vol effectué en 1964 ne sont pas jugés exploitables. Il faudra attendre les années 1980 pour que, les progrès techniques dans le domaine de l'électronique aidant, les États-Unis mettent à nouveau en œuvre un radar avec la série des Lacros.

#### KH-9 Hexagon
En 1971 est lancé le premier exemplaire du satellite de reconnaissance KH-9 Hexagon qui remplace définitivement le KH-4 l'année suivante. Ce satellite à la taille impressionnante (plus de 16 mètres de long pour un diamètre de plus de 3 mètres, masse comprise entre 11 et 13 tonnes) abandonne le corps de l'étage Agena au profit d'une structure qui lui est spécifique. Il dispose de 4 capsules de retour qui permettent de remplir successivement plusieurs missions et prolongent sa durée de vie qui au fil des vols passe d'un mois à 9 mois. Son télescope d'un diamètre de 91 centimètres permet une résolution spatiale de 61 centimètres. À l'époque de la conception du satellite, le gouvernement américain a décidé que la Navette spatiale américaine, en cours de développement, serait chargée de placer en orbite l'ensemble des satellites américains en particulier les satellites militaires les seuls justifiant le cout énorme de ce projet. À ce titre, la taille du KH-9 contribue largement à fixer le volume de la soute cargo de la navette spatiale et donc sa conception générale. Se basant sur la fréquence de lancement des KH-4, la NASA prévoit de nombreux vols dédiés aux satellites de reconnaissance alors que les progrès technologiques vont permettre de prolonger la durée de vie des satellites de reconnaissance et ralentir fortement les lancements. Cette nouvelle donne, qui n'est pas portée à la connaissance de la NASA à cause du secret entourant le programme des satellites de reconnaissance, contribuera à réduire la viabilité économique de la navette spatiale.

#### KH-11 Kennen
Avec le lancement du premier KH-11 Kennen en 1976, les États-Unis abandonnent le système des capsules de retour. Les images prises par le satellite sont numérisées et transmises en quasi temps réel aux stations de contrôle sur Terre. Pour que cet envoi ne soit pas conditionné par le survol des stations terrestres, un réseau de satellites assurant le relais entre les KH-11 et le sol est prévu. Les deux premiers satellites Satellite Data System (SDS) sont lancés la même année et sont depuis régulièrement renouvelés. Le KH-11 est un engin spatial de grande taille (de 13 à 20 tonnes selon les versions) qui dispose d'un miroir primaire de 2,4 mètres de diamètre. Le satellite circule sur une orbite plus haute que ses prédécesseurs (périgée de 300 kilomètres) ce qui prolonge sa durée de vie qui atteint la dizaine d'années mais limite la résolution spatiale à une quinzaine de centimètres malgré la taille de son miroir.

#### Le satellite de reconnaissance radar Lacros
En 1988 les États-Unis lancent leur premier satellite de reconnaissance radar opérationnel. Le Lacros (rebaptisé par la suite Onyx), qui pèse une quinzaine de tonnes, est construit par Martin Marietta. Il utilise un radar à synthèse d'ouverture qui permet d'obtenir à la demande, soit des images couvrant une grande surface de terrain au prix d'une résolution spatiale moyenne, soit des images très détaillées (1 mètre) de zones plus restreintes. Les images peuvent être obtenues de jour comme de nuit et ne dépendent pas de l'absence de couverture nuageuse. Le satellite circule sur une orbite relativement élevée (périgée de 430 à 700 km selon les satellites) et a une durée de vie de 9 ans. Les données sont transmises au sol en passant par les satellites relais TDRS de la NASA circulant en orbite géostationnaire. 5 satellites de cette série sont lancés entre 1988 et 2005.

#### Les successeurs du KH-11
Peu d'informations sont disponibles sur les projets visant à remplacer le KH-11 dont les débuts remontent à 1976. En 1990 un satellite est placé en orbite par la navette spatiale américaine dans le cadre de la mission STS-36. Les observateurs supposent qu'il s'agit de l'unique exemplaire d'une version furtive du KH-11 baptisée Misty et restée sans suite. La dissolution de l'Union soviétique en 1991 met un terme définitif à la guerre froide et entraîne une levée partielle du secret entourant le programme des satellites de reconnaissance américains. L'existence de la National Reconnaissance Office est rendue publique en 1992.
En 1999 les États-Unis lancent le programme Future Imagery Architecture (FIA) dont l'objectif est de développer de nouveaux satellites de reconnaissance optique et radar américain qui doivent remplacer à la fois les KH-11 et les Lacros. Le programme est remporté par la société Boeing. En parallèle les militaires se fournissent en partie sur le marché de l'imagerie spatiale civile qui met désormais à disposition des photos ayant une résolution optique de 80 centimètres (Satellite Ikonos de la société Digital Globe). Le développement de la composante optique du projet FIA, qui souffre d'un dépassement des couts et des délais, est abandonné. Le gouvernement américain décide de lancer la construction de deux nouveaux KH-11 (bloc 4) qui seront lancés respectivement en 2011 et 2013. En 2010 le premier satellite radar du programme FIA, baptisé Topaz, est placé en orbite.

#### Organisations
Des agences sont chargées de leur exploitation, notamment la National Geospatial-Intelligence Agency pour l'imagerie. Un service créé en 2008 puis supprimé en 2009, le National Applications Office devait permettre aux autorités locales d'avoir un accès plus large à ces satellites. Les États-Unis disposent du réseau de satellites de reconnaissance le plus complet. Les caractéristiques de ces satellites, dont le prix unitaire peut dépasser le milliard de dollars, sont couvertes par le secret-défense. Leur nombre a longtemps été moins élevé de leur grand rival, l'Union soviétique, du fait notamment de la différence de durée de vie.
| Série                       | Date lancement | Nbre exemplaires | Masse        | Durée de vie    | Orbite                                                                               | Résolution | Technologie                                                                                                   | Commentaire |
| --------------------------- | -------------- | ---------------- | ------------ | --------------- | ------------------------------------------------------------------------------------ | ---------- | --- | --- |
| KH-1 à KH-3 (Corona),       | 1959–1962      | 26               |              |                 |                                                                                      | 7,5 m      | 1 caméra panoramique par satellite (Focale: 0,6 m) Les films photographiques sont éjectés vers le sol         | Première série de satellites de reconnaissance américains |
| Samos,                      | 1960–1962      | 13               |              |                 |                                                                                      | 30 à 1,5 m | Focale: 0,7 à 1,83 m La plupart des satellites renvoient leurs images par radio. Quelques éjections de films. | Le programme a probablement été annulé pour cause de qualité insuffisante des photographies. |
| KH-4 (Corona)               | 1962-1963      |                  |              |                 |                                                                                      | 7,5 m      | 2 chambres panoramiques Éjection du film                                                                      | |
| KH-4A (Corona)              | 1963-1969      | 52               | 2 t.         |                 |                                                                                      | 2,75 m     | 2 caméras panoramiques Éjection du film avec deux véhicules de réentrée                                       | Volumétie importante |
| Quill                       | 1964           | 1                | 1,48 tonne   | 5 jours         | 238 km × 264 km, 70,08°                                                              | 2,3 m.     | Radar | Premier satellite utilisant un radar à synthèse d'ouverture. Engin expérimental dérivé du KH-4 |
| KH-4B (Corona)              | 1967-1972      | 17               | 3 t.         |                 |                                                                                      | 1,8 m      | 2 caméras panoramiques Éjection du film avec deux capsules de rentrée                                         | |
| KH-5 (Argon),               | 1961–1964      | 12               |              | 6 jours         |                                                                                      | 140 m      | Basse résolution et large couverture (Focale: 76 mm) Éjection du film                                         | Utilisé à des fins de cartographie. |
| KH-6 (Lanyard)              | 1963           | 3                |              | 8 à 12 jours    |                                                                                      | 1,8 m      | Mêmes chambres photographiques que les Samos (Focale: 1,67 m) Éjection du film                                | Programme de courte durée destiné à l'imagerie de sites spécifiques |
| KH-7 (Gambit)               | 1963–1967      | 38               |              | jusqu'à 9 jours |                                                                                      | 0,46 m     | Éjection du film avec une capsule de rentrée                                                                  | |
| KH-8 (Gambit),              | 1966–1984      | 54               |              |                 |                                                                                      | 0,5 m      | Éjection du film                                                                                              | |
| KH-9 (Hexagon « Big Bird ») | 1971–1986      | 20               | 11,4 t.      | 40 - 275 jours  | 160 × 260 km, 96.4°                                                                  | 30 cm      | Éjection du film avec quatre ou cinq capsules de rentrée                                                      | |
| KH-10 (Dorian)              | Annulé en 1969 |                  |              |                 |                                                                                      |            | Station spatiale habitée.                                                                                     | Manned Orbital Laboratory Programme annulé. |
| KH-11 (Kennen Crystal)      | 1976–1995      | 16 (2017)        | 13,5 à 17 t. |                 | 300 × 500 km (exemplaires 1 à 5); 300 × 1 000 km (exemplaire 6 à 9), inclinaison 97° | 0,15 m     | Miroir: 2,3 m Imagerie numérique                                                                              | Premier satellite espion à imagerie numérique Utiliserait un miroir primaire similaire à celui du télescope spatial Hubble. À la suite de l'abandon de la version optique du FIA deux exemplaires ont été oommandés en 1995. Dernière version opérationnelle des satellites de renseignement optique. |
| Lacros (Onyx)               | 1988-2005      | 5                | 14,5 à 16 t. | 9 ans ?         | env 650 km inclinaison 57° ou 68°                                                    | ?          | Radar | Retiré du service, remplacé par les FIA |
| Misty                       | 1990—1999      | 2                |              |                 |                                                                                      | 10 à 15 cm | Optique | Version furtive du KH-11, retiré du service |
| EIS                         |                | 0                | 20 t.        |                 |                                                                                      | 10 à 40 cm | Miroir: 4? m                                                                                                  | Un seul exemplaire auquel aucune suite n'a été donné |
| FIA Radar (Topaz)           | 2010—?         | 4                |              |                 | 1 100 km × 1 105 km, 123°                                                            | ?          | Radar | Comportait une version optique abandonnée en cours de conception |

### Union soviétique, Russie
L'URSS et la Russie ont les plus gros constructeurs et utilisateurs de satellites de reconnaissance. Deux grandes familles déclinées en de nombreuses sous-séries ont été utilisées : les Zenit et les Iantar. Depuis l'éclatement de l'Union soviétique début 1992, le pays peine à assurer une couverture continue.
| Série    | Date lancement | Nbre exemplaires | Masse            | Durée de vie             | Orbite                   | Résolution | Technologie                                                                         | Commentaire                                      |
| -------- | -------------- | ---------------- | ---------------- | ------------------------ | ------------------------ | ---------- | ----------------------------------------------------------------------------------- | ------------------------------------------------ |
| Zenit    | 1961-1994      | 682              | 4,7 à 6,3 tonnes | de 8 à 15 jours          | Basse                    |            | Film argentique / retour de la charge utile sur Terre charge utile réutilisable     | Nombreuses sous-séries                           |
| Iantar   | 1981-          | 177              | 6 à 7 t.         | 2 à 9 mois selon version | Basse                    | 0,5 m.     | Film argentique / retour de la charge utile ou transmission numérique selon version | Nombreuses sous-séries                           |
| Araks    | 1997-2002      | 2                | 7,5 t.           | 4 ans                    | 1500 km × 1836 km, 64,4° | 2 à 10 m.  | télescope de 1,5 mètre d'ouverture                                                  |                                                  |
| Orlets , | 1989-2000      | 8 (V1) et 2 (V2) | 10,5 t. (v2)     | 60 (v1) à 180 jours (V2) |                          | 2 à 10 m.  |                                                                                     | 2 versions; 8 (v1) et 22 (v2) capsules de retour |
| Persona  | 2008-          | 2                | t.               | 7 ans                    | Basse                    | ? m.       |                                                                                     |                                                  |
| Kondor   | 2008-          | 1                | t.               | mois                     | Basse                    | ? m.       | Satellite de reconnaissance radar                                                   |                                                  |
| Bars-M   | 2015-          | 2 (2017)         | 4 t. ?           | 5 ans                    | héliosynchrone à 570 km  | 1 m.       | optique, transmission numérique                                                     | Remplace les Iantar Kometa à films               |
| Razdan   | 2019-          |                  | 7 t.             | ? ans                    | ?                        | ?          | optique, transmission numérique, télescope de 2 mètres                              | Doit remplacer les Persona                       |

### Chine
La Chine a développé et lancé une gamme complète de satellites militaires dont l'un des principaux objectifs est de pouvoir repérer et suivre les groupes de porte-avions américains qui tenteraient de soutenir Taiwan en cas de menace militaire venue de la Chine continentale. Les militaires chinois disposent en 2017 de satellites de reconnaissance optique et radar (donc tous temps) avec une fréquence de visite très élevée ainsi que des satellites d'écoute électronique permettant d'intercepter et de localiser les vaisseaux ennemis.
| Série               | Type                   | Date lancement | Nbre exemplaires | Masse      | Orbite                    | Plateforme    | Caractéristiques                            | Statut    | Autres                                       |
| ------------------- | ---------------------- | -------------- | ---------------- | ---------- | ------------------------- | ------------- | ------------------------------------------- | --------- | -------------------------------------------- |
| FSW                 | Reconnaissance optique | 1974-2005      | 23               | ? tonnes   | ?                         |               | Film argentique / retour de la charge utile | sur Terre | Six sous-séries                              |
| ZY-2 (JB-3)         | Reconnaissance radar   | 2000-2004      | 3                | 2,7 tonnes | Polaire                   |               | ? m                                         |           | ZY-2 01, 02, 03. Remplacé par la série JB-10 |
| Yaogan (JB-5)       | Reconnaissance optique | 2006-2010      | 3                | 2,7 tonnes | 620 x 620 km , 97.8°      |               | ? m                                         |           | Yaogan 1, 3, 10                              |
| Yaogan (JB-6)       | Reconnaissance optique | 2007-2016      | 6                | ? kg       | 625 km × 655 km, 97.8°    | CAST2000 ?    | ? m                                         |           | Yaogan 2, 4, 7, 11, 24, 30                   |
| Yaogan (JB-7)       | Reconnaissance radar   | 2009-2014      | 4                | ? kg       | 517 km × 519 km, 97,3°    |               | ? m                                         |           | Yaogan 6, 13, 18, 23                         |
| Yaogan (JB-9)       | Reconnaissance optique | 2009-2015      | 5                | ? kg       | 1200 km × 1200 km, 100,4° |               | ? m                                         |           | Yaogan 8, 15, 19, 22, 27                     |
| Yaogan (JB-10)      | Reconnaissance optique | 2008-2014      | 3                | ? kg       | 470 km × 490 km, 97.4°    | Phoenix-Eye-2 | ? m                                         |           | Yaogan 5, 12, 21                             |
| TianHui-1 (TH-1)    | Reconnaissance optique | 2010-2015      | 3                | ? kg       | 492 km × 504 km, 97,35°   |               | 5 m                                         |           | TH 1C, 1B, 1C                                |
| Yaogan (JB-11 ?)    | Reconnaissance optique | 2012-2015      | 2                | 1040 kg    | 466 km × 479 km, 97,24°   | Phoenix-Eye-2 | ? m                                         |           | Yaogan 14, 28                                |
| Yaogan 26 (JB-12 ?) | Reconnaissance optique | 2014           | 1                | ? kg       | 485 km × 491 km, 97.4°    |               |                                             |           |                                              |
| Yaogan 29           | Reconnaissance radar   | 2015           | 1                | ? kg       | 615 km × 619 km, 97,8°    |               | ? m                                         |           | Successeur de la série JB-5 ?                |
| Gaofen-4            | Reconnaissance optique | 2015           | 1                | ? kg       | Orbite géostationnaire    |               | 50 m                                        |           |                                              |
| LKW-1 (TH-1)        | Reconnaissance optique | 2017-          | 2                | ? kg       | 488 x 504 km, 97,4°       |               | 0,7 m ?                                     |           |                                              |

### France
En utilisant les connaissances technologiques accumulées dans le cadre du programme spatial d'observation civil Spot la France développe dans les années 1980 ses premiers satellites de reconnaissance optique en orbite héliosynchrone. Les satellites Hélios, dont le premier exemplaire Helios 1A est lancé en 1995, dispose d'une résolution spatiale de 1 mètre. Trois autres satellites de la même famille sont lancés entre cette date et 2009. Deux satellites Pléiades à usage mixte civil et militaire sont lancés en 2011 et 2012. L'Italie dispose d'un droit d'accès aux images produites par cette série en échange de la possibilité pour les militaires français d'accéder aux images radar produites par la série des 4 COSMO-SkyMed lancés par les italiens entre 2004 et 2010. La relève des satellites d'observation optique français doit être assurée par trois satellites CSO (premier lancement en 2018) qui devraient fournir des images avec une résolution spatiale atteignant 20 cm.
| Série    | Date lancement | Nbre exemplaires | Masse    | Durée de vie | Orbite                                    | Résolution                | Technologie       | Commentaire                                                                                            |
| -------- | -------------- | ---------------- | -------- | ------------ | ----------------------------------------- | ------------------------- | ----------------- | --- |
| Helios   | 1995-2009      | 4                | 4 tonnes | 5 ans        | Héliosynchrone                            | ~0,5 m.                   | Satellite optique | |
| Pléiades | 2011-2012      | 2                | 900 kg.  | 5 ans        | Héliosynchrone                            | 0,7 m.                    | Satellite optique | Usage mixte civil et militaire                                                                         |
| CSO      | 2018-2021      | 3                | 3,5 t.   | 10 ans       | orbite polaire (EHR 480 km et THR 800 km) | 0,2 m (EHR), 0,35 m (THR) | Satellite optique | Deux satellites prévus en remplacement des Helios . Un troisième exemplaire est prévu pour l'Allemagne |

### Allemagne
Durant la guerre du Kosovo, l'Armée allemande s'est heurté aux réticences des États-Unis à partager le renseignement militaire collecté par sa constellation de satellites de reconnaissance. Tirant les leçons de ce conflit, la Bundeswehr a commandé et déployé entre 2006 et 2008 5 satellites de reconnaissance radar SAR-Lupe fournissant des images caractérisés par une résolution spatiale de 1 mètre. En 2013, l'armée allemande a passé commande d'une constellation baptisée SARah composée de trois satellites d'environ 2 tonnes destinés à remplacer les SAR-Lupe dont la durée de vie opérationnelle théorique s'achève en 2015-2017. Contrairement aux satellites SAR-Lupe tous identiques, les satellites SARah sont de deux types ce qui permet d'améliorer la résolution spatiale qui est portée à 35-40 centimètres. Les satellites doivent être placés en orbite par un lanceur américain Falcon 9 dans le cadre de vols planifiés en 2018 et 2019. Fin 2017 le gouvernement allemand décide de doter l'Allemagne de satellites de reconnaissance optique en propre. Il s'agit de répondre aux besoins du service de renseignement allemand, le BND (Bundesnachrichtendienst) qui souhaite en finir avec la dépendance vis-à-vis des moyens de reconnaissance des nations alliées (États-Unis, France). Le contrat de 350 millions € porte sur l'acquisition de 3 satellites baptisés Georg développés par la société OHB System. Les satellites pourraient être lancés vers 2022,.
| Série    | Date lancement | Nbre exemplaires | Masse        | Durée de vie | Orbite                                    | Résolution                  | Technologie       | Commentaire                       |
| -------- | -------------- | ---------------- | ------------ | ------------ | ----------------------------------------- | --------------------------- | ----------------- | --------------------------------- |
| SAR-Lupe | 2006-2008      | 5                | 720 kg       | 10 ans       | Héliosynchrone                            | 1 mètre                     | Satellite radar   |                                   |
| SARah    | 2018-2019      | 3                | 1800-2200 kg | ? ans        | Héliosynchrone                            | 35-40 cm                    | satellites radar  | doivent remplacer les SAR-Lupe    |
| CSO      | ?              | 1                | 3,5 t.       | 10 ans       | orbite polaire (EHR 480 km et THR 800 km) | 20 cm. (THR) et 35 cm (EHR) | Satellite optique | Satellite de conception française |
| Georg    | ?              | 3                |              |              | orbite polaire                            |                             | Satellite optique |                                   |

### Italie
| Série                              | Date lancement | Nbre exemplaires | Masse    | Durée de vie | Orbite                  | Résolution                                 | Technologie                  | Commentaire |
| ---------------------------------- | -------------- | ---------------- | -------- | ------------ | ----------------------- | ------------------------------------------ | ---------------------------- | ----------- |
| COSMO-SkyMed                       | 2007-2010      | 4                | 1 900 kg | 5 ans        | héliosynchrone à 619 km | 1 mètre pour 10 x 10 km (spotlight)        | Radar à synthèse d'ouverture |             |
| OPTSAT-3000                        | 2017           | 1                | 368 kg   | 6 ans        | héliosynchrone à 450 km | jusqu'à 50 cm fauchée 15 km                | Satellite optique            |             |
| COSMO-SkyMed de seconde génération | 2018-2020      | 2                | 2 230 kg | 5 ans        | héliosynchrone à 619 km | 80 centimètres pour 10 x 10 km (spotlight) | Radar à synthèse d'ouverture |             |

### Japon
| Série       | Date lancement | Nbre exemplaires | Masse      | Durée de vie | Orbite         | Résolution     | Technologie       | Commentaire       |
| ----------- | -------------- | ---------------- | ---------- | ------------ | -------------- | -------------- | ----------------- | ----------------- |
| IGS optique | 2003-          | 6                | 850 kg - ? | ? ans        | Héliosynchrone | jusqu'à 40 cm  | Satellite optique | Trois générations |
| IGS radar   | 2003-          | 5                | 1 200 kg   | ? ans        | Héliosynchrone | < 3 m puis 1 m | Satellite radar   | 2 générations     |

### Israël
| Série        | Date lancement | Nbre exemplaires | Masse          | Durée de vie | Orbite | Résolution | Technologie       | Commentaire |
| ------------ | -------------- | ---------------- | -------------- | ------------ | ------ | ---------- | ----------------- | ----------- |
| Ofeq optique | 2003-          | 6                | environ 190 kg | ? ans        | Basse  |            | Satellite optique |             |
| TecSAR       | 2008-2014      | 2                | environ 260 kg | ? ans        | Basse  |            | Satellite radar   |             |

### Maroc
| Série       | Date lancement | Nbre exemplaires | Masse    | Durée de vie | Orbite         | Résolution | Technologie                        | Commentaire |
| ----------- | -------------- | ---------------- | -------- | ------------ | -------------- | ---------- | ---------------------------------- | --- |
| Mohammed VI | 2017-2018      | 2                | 1 110 kg | 5 ans        | héliosynchrone |            | Satellite optique de type Pléiades | Mohammed VI-A : usage militaire pour la surveillance du Front Polisario dans la « zone tampon » Mohammed VI-B : usage civil. |

### Autres pays
- La Turquie dispose d'un satellite de reconnaissance optique Göktürk-2 (en) lancé en 2012. Sa résolution est de 2,5 mètres. La plateforme est développée par un consortium d'industriels turcs (TAI et TÜBI.TAK SPACE) et la caméra EOS-C est fournie par la société sud-coréenne SKCI[80],[81],[82],[83].
- Royaume-Uni : TopSat 1